# Chrysobothris barellei
Chrysobothris barellei es una especie de escarabajo del género Chrysobothris, familia Buprestidae. Fue descrita científicamente por Bourgoin en 1922.